# Municipio de Belpre (Kansas)
El municipio de Belpre (en inglés: Belpre Township) es un municipio ubicado en el condado de Edwards en el estado estadounidense de Kansas. En el año 2010 tenía una población de 178 habitantes y una densidad poblacional de 1,27 personas por km².

## Geografía
El municipio de Belpre se encuentra ubicado en las coordenadas 37°57′49″N 99°6′1″O / 37.96361, -99.10028. Según la Oficina del Censo de los Estados Unidos, el municipio tiene una superficie total de 140.46 km², de la cual 140,45 km² corresponden a tierra firme y (0,01 %) 0,01 km² es agua.

## Demografía
Según el censo de 2010, había 178 personas residiendo en el municipio de Belpre. La densidad de población era de 1,27 hab./km². De los 178 habitantes, el municipio de Belpre estaba compuesto por el 92,13 % blancos, el 1,12 % eran amerindios, el 6,74 % eran de otras razas. Del total de la población el 26,4 % eran hispanos o latinos de cualquier raza.